# 亞歷山大·尼古拉耶維奇·馬丁年科
奧歷山大·尼古拉耶维奇·马丁年科（羅馬化：Oleksandr Mykolaiovych Martynenko；1989年7月22日—），乌克兰自行车手。
2006年
世界青少年积分赛 冠军
第二届欧洲青少年积分锦标赛
2011年
阿迪格大獎賽第二和5段 冠軍
第一届莫斯科大奖赛
2012年
Race Horizon Park 亞軍
2013年
莫斯科大奖赛 季軍